# Base de Schlosser
Une base de Schlosser est un mélange superbasique d'un alkyllithium et d'un alcoolate de potassium, typiquement un mélange équimolaire de n-butyllithium LiCH2–CH2–CH2–CH3 et de tert-butylate de potassium KOC(CH3)3. L'échange de cation produit du n-butylpotassium sensiblement plus basique que n-BuLi du fait de la plus grande électropositivité du potassium (électronégativité=0,82 Pauling) par rapport au lithium (0,98 Pauling).